# 恩斯特·哈尔贝里
恩斯特·哈尔贝里（瑞典語：Ernst Hallberg，1894年1月5日—1944年4月28日），瑞典男子马术运动员。他曾代表瑞典参加1928年和1932年夏季奥林匹克运动会马术比赛，其中1928年奥运会获得一枚铜牌。